# Le Petit Dinosaure : Le Jour du grand envol
Pour les articles homonymes, voir Le Petit Dinosaure.
Série
L'Invasion des Minisaurus
(2005) Vive les amis
(2007)
Pour plus de détails, voir Fiche technique et Distribution.
Le Petit Dinosaure 12 : Le Jour du Grand Envol ou Petit Pied, le dinosaure 12 : Le Grand Jour des Volants au Québec (The Land Before Time XII: The Great Day of the Flyers) est un film d'animation américain réalisé par Charles Grosvenor et sorti directement en vidéo en 2006. C'est le douzième film de la saga Le Petit Dinosaure.

## Fiche technique
- Titre original : The Land Before Time XII : The Great Day of the Flyers
- Titre français : Le Petit Dinosaure 12 : La Jour du Grand Envol
- Titre québécois : Petit-Pied, le dinosaure 12 : Le Grand Jour des Volants
- Réalisation : Charles Grosvenor
- Scénario : John Loy
- Musique : Michael Tavera
- Production : Charles Grosvenor
- Sociétés de production : Wang Film Productions et Universal Cartoon Studios
- Pays d'origine : États-Unis
- Format : Couleurs - 1,33:1 - Dolby Digital
- Genre : Animation
- Durée : 81 minutes
- Date de sortie :  États-Unis : 06 Décembre 2006 ;  France : 05 Décembre 2006

## Distribution

### Voix originales
- Nick Price : Petit-Pied
- Anndi McAfee : Céra
- Aria Curzon : Becky
- Jeff Bennett : Pétrie, Fratrie #2
- Rob Paulsen : Pointu, Guido, Gosh
- Tress MacNeille : Mère de Pétrie
- John Ingle : Narrateur, Père de Céra
- Camryn Manheim : Tina
- Kenneth Mars : Grand-Père, Parasaurolophus
- Nika Futterman : Fratrie #1, Tricia
- Susan Blu : Fratrie #3

### Voix françaises
- Stéphanie Lafforgue : Petit-Pied
- Kelly Marot : Céra
- Caroline Combes : Becky
- Roger Carel : Pétrie
- Laurent Morteau : Guido
- Danièle Hazan : la mère de Pétrie
- Jacques Frantz : Père de Céra
- Frédérique Tirmont : Tina
- Pierre Baton : Grand-Père
- Charles Pestel : le frère de Pétrie
- Thierry Murzeau : le narrateur, parasaurolophus